# Cedarozaur
Cedarozaur (Cedarosaurus weiskopfae) – zauropod z kladu Macronaria, najprawdopodobniej należący do rodziny Brachiosauridae, żyjący we wczesnej kredzie (ok. 125 mln lat temu) na terenach Ameryki Północnej. Długość ciała ok. 20 m, wysokość ok. 10 m, masa ciała ok. 40 t. Jego szczątki (fragmenty szkieletu) znaleziono w USA (w stanie Utah i w Teksasie). Autorzy jego opisu zaliczyli go do rodziny Brachiosauridae. Większość późniejszych analiz kladystycznych potwierdza jego przynależność do tej rodziny, niektóre sugerują jednak, że mógł on być przedstawicielem kladu Titanosauriformes siostrzanym do rodzaju Venenosaurus i być może bliżej spokrewnionym z grupą Titanosauria niż z brachiozaurem lub bazalnym przedstawicielem Macronaria nie należącym do Titanosauriformes.